# Житная улица (Москва)
Жи́тная у́лица — улица в центре Москвы в районе Якиманка на внутренней части Садового кольца между Серпуховской и Калужской площадями. На улице расположены здания Министерства внутренних дел, Министерства юстиции, Федеральная служба исполнения наказаний, а также одно из зданий Центробанка.

## История
Названа по Житному двору (известен по документам с 1729 года; там стояли амбары с рожью — житом), перенесённому сюда из Кремля после пожара 1701 года. Улица возникла в 1820-х годах на месте участка Земляного вала.
Реконструировалась в 1960-х годах вместе с улицей Коровий Вал (противоположная Житной улице внешняя часть Садового кольца). Здания посередине Садового кольца были снесены, в результате чего на Житной улице больше нет домов с нечётными номерами, а на улице Коровий Вал — с чётными.

## Описание
Житная улица находится на внутренней части Садового кольца, с которым её соединяют съезды и выезды. Проходит от Серпуховской площади на запад параллельно Валовой улице на основной трассе Садового кольца до Калужской площади. Справа к ней примыкает Казанский переулок. С внешней стороны Садового кольца таким же дублёром служит улица Коровий Вал. Рядом с пересечением с Большой Полянкой недалеко от посольства Аргентины расположен сквер Аргентинской Республики.

## Здания и сооружения

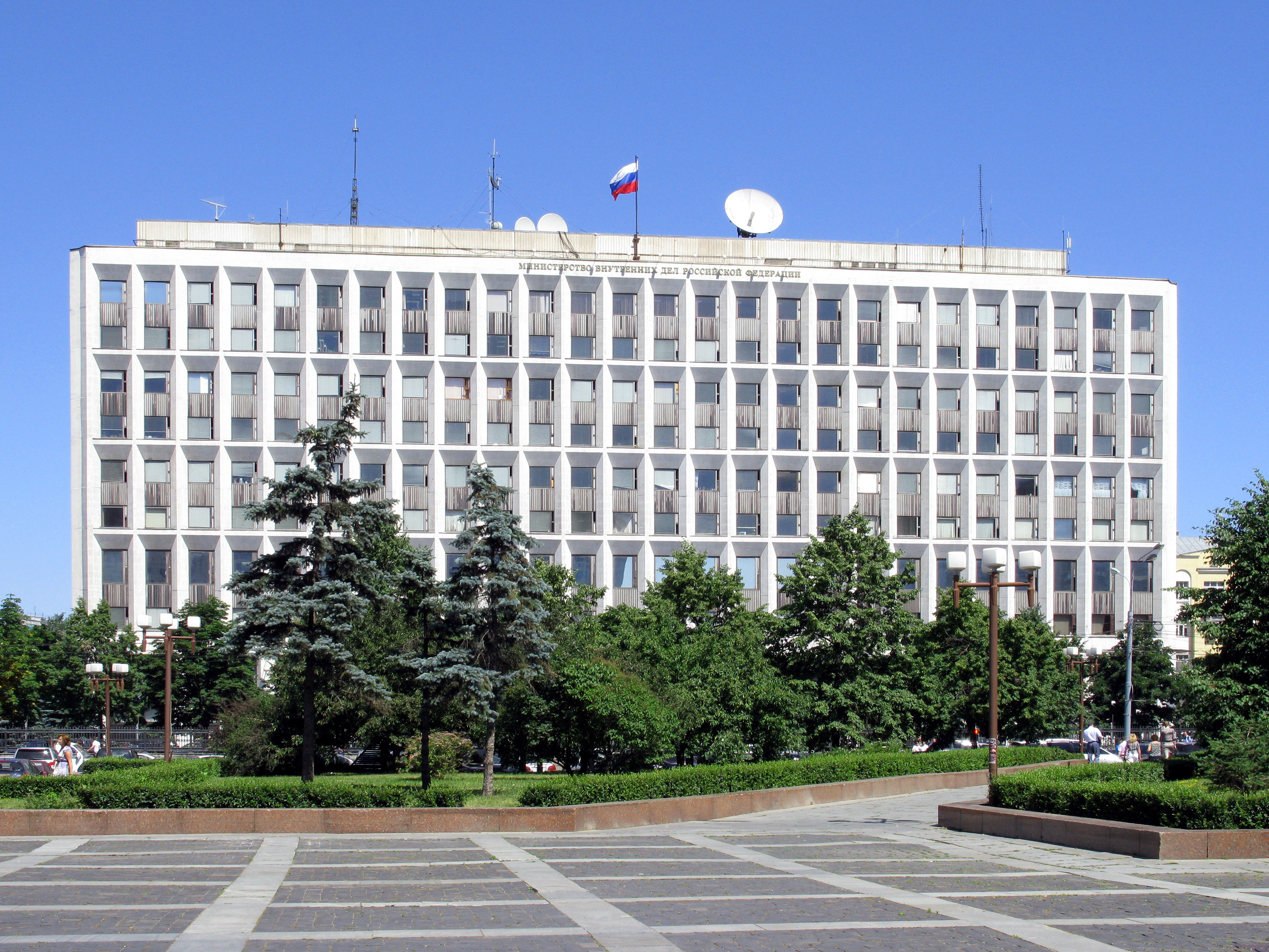
Министерство внутренних дел Российской Федерации

Все дома находятся на чётной стороне:
- № 6 — школа № 627 (бывшая школа № 1262 им. А. Н. Островского с углублённым изучением английского языка);
- № 10 — жилой дом (построен в 1937—1940 гг., архитекторы К. Ф. Арбузов, Н. Н. Селиванов)[2]. В 1940—1950-х годах здесь жил военный деятель, Герой Советского Союза Александр Сокольский[3];
- № 12 — Межрегиональный центр обработки информации Центрального банка РФ;
- № 14 — Министерство юстиции Российской Федерации (Минюст России); Федеральная служба исполнения наказаний (ФСИН России);
- № 16 — Министерство внутренних дел Российской Федерации (МВД России). Ранее на этом месте находилась церковь Казанской иконы Божией Матери у Калужских ворот (построена в 1876—1886 гг., архитектор Николай Никитин). Закрыта в 1929 году, переделана в кинотеатр; взорвана в апреле 1972 года. В 1999—2000 годах примерно на месте бывшей церкви была выстроена небольшая Казанская церковь-часовня[4].